# یاتسک پونیه‌جاویک
یاتسک پونیه‌جاویک (لهستانی: Jacek Poniedziałek؛ زادهٔ ۶ اوت ۱۹۶۵) بازیگر و کارگردان نمایش اهل لهستان است. وی از سال ۱۹۹۰ میلادی تاکنون مشغول فعالیت بوده‌است.
از فیلم‌ها یا سریال‌های تلویزیونی که وی در آن نقش داشته‌است، می‌توان به فرصت دوباره، خیوکا، خون از خون، عملیات سنبل، تمام ترس‌های ما، اِتِـر، قانون حقیقی، قرارداد، هتل ۵۲، ع چون عشق، طاقت بیاور، در خیابان سپولنی، معکوس و نبرد ورشو ۱۹۲۰ اشاره کرد.